# Zorzines hiemalis
Zorzines hiemalis är en fjärilsart som beskrevs av Inoue 1989. Zorzines hiemalis ingår i släktet Zorzines och familjen nattflyn. Inga underarter finns listade i Catalogue of Life.